# Col Falisse
Le col Falisse est un col de montagne pédestre frontalier des Pyrénées à 2 685 ou 2 699 mètres d'altitude entre le département français des Hautes-Pyrénées, en Occitanie, et la province espagnole de Huesca en Aragon, sur la frontière franco-espagnole.
Il relie la vallée du Marcadau en Lavedan à la vallée de Tena en Aragon.

## Toponymie
Le col est baptisé en l'honneur de Louis Falisse (1859-1915), pyrénéiste français, constructeur des refuges Wallon et Russell.

## Géographie
Le col Falisse est encadré par la Grande Fache (3 005 m) au nord-ouest et le pic Falisse (2 764 m) au sud-est. 
Il surplombe les lacs de la Fache au nord et l'embalse de Pecico au sud.

## Protection environnementale
Le col est situé dans le parc national des Pyrénées.

## Voies d'accès
On y arrive côté français depuis le Pont d'Espagne (1 520 m) et la vallée du Marcadau au fond de laquelle se trouve le refuge Wallon (1 865 m). De là on traverse le gave du Marcadau et bifurquer à la passerelle de Loubosso en direction des lacs de la Fache (2 390 m).  
Côté espagnol, le col donne accès à la vallée de Tena et plus précisément sur celle de Panticosa, On y apprécie de nombreux lacs : ibónes de Pecico.